# Tito Marchioro
Tito Marchioro (Venezia, 12 agosto 1931 – Venezia, 16 febbraio 2004) è stato un fumettista italiano.

## Biografia
Esordì come autore di fumetti negli anni sessanta pubblicando con la casa editrice francese Editions Aventures et Voyages di Bernadette Ratier la serie Silver delle Colline edita dal 1961 al 1970. Per il mercato italiano invece, grazie al successo del fumetto per adulti, alla fine degli anni sessanta iniziò a collaborare con la ErreGI di Renzo Barbieri e Giorgio Cavedon, che poi divenne la Ediperiodici, per la quale realizzò dal 1968 al 1982 numerose serie a fumetti di genere erotico come Bonnie, Wallalla, l'indiana bianca e Terror; per gli stessi editori realizzerà negli anni settanta altre serie erotiche come Lucifera e, per la loro etichetta Publistrip, realizzó la serie Storie nere. Per tutti gli anni ottanta continuò la collaborazione con la Ediperiodici realizzando serie per adulti come Attualità proibita (1982), Malavita internazionale (1983/1986), Amori scandalosi (1984), Telenovela vietata (1983), La peccatrice (1984) e Casino (1985), Nera Express (1987); contemporaneamente lavorò per la Edifumetto realizzando anche qui serie a fumetti per adulti come Scandali, Superproibita, Extra e Tropici Crudeli.
Negli anni novanta cambia genere realizzando dal 1991 storie a fumetti pubblicate all'interno delle riviste sportive Squadra Mia e Campioni Squadra Mia e alcune serie di vignette per Quelli della Lega oltre alla graphic novel "La vera storia di Alberto da Giussano" nel 1992; riprende poi a collaborare con la Ediperiodici disegnando alcuni episodi delle serie per adulti Arrapescion e Hostess for men.